# 成田特快
成田特快（日语：／ Narita ekusupuresu */?，又譯為成田特急、成田机场快线）是日本成田國際機場聯外的特急列車服務之一，連接成田國際機場至東京首都圈的中心區域，由東日本旅客鐵道（JR東日本）營運，從1991年3月19日開始運行，共有兩大營運區間。由於有不少外國旅客使用，因此相關標示上常使用英語名稱及簡稱以方便乘客辨識。全部班次均為對號座。

## 概要
该特急列车于1991年3月19日开始运营，是连接成田国际机场（运营时的新东京国际机场）与东京市中心、神奈川县横滨市和东京近郊都市圈主要城市的机场联络列车。 由于是国际机场联络列车，考虑到外国乘客的需求，因此从英文名称Narita Express缩写为N'EX。
成田机场于1978年5月20日开通，但在开港后的很长一段时间里，需要从京成本线的旧成田机场站（现东成田站）换乘专车才能进入铁路。
1991年3月19日，在时任大臣石原慎太郎的指示下，JR东日本和京成电铁开始接入成田机场，重新活用已暂停建设的成田新干线（东京站和成田机场站之间）的部分路基和车站设施。

## 運行概況

### 運行形態
以下是截至2022年10月1日的运行列车概况。

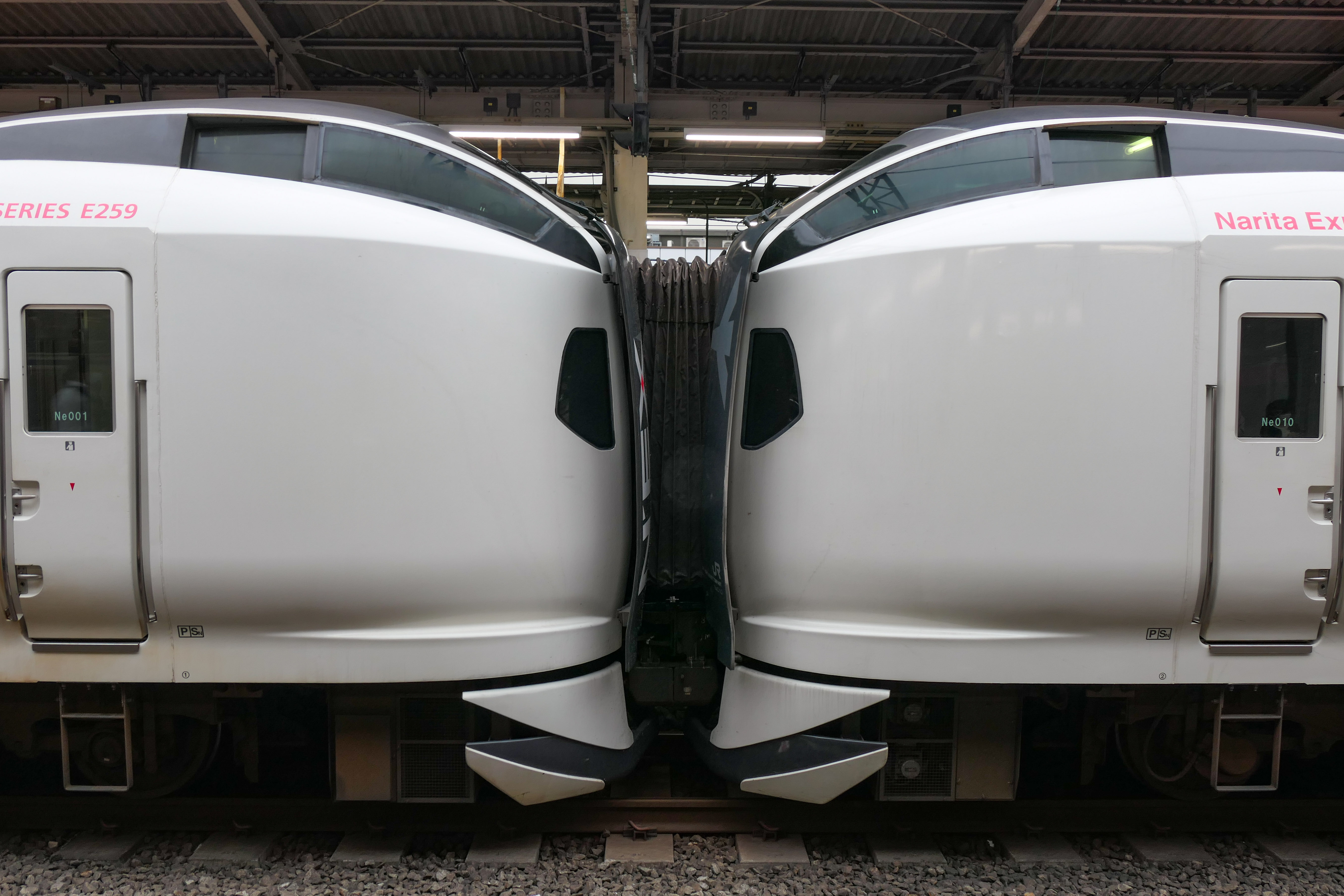
E259系的联结部分，部分列车会在东京站进行连挂/解挂

该列车分为两大类：经由山手线在新宿站和成田机场站之间运行的列车（以下简称“往返新宿的列车”）和经由东海道本线在大船站和成田机场站之间运行的列车（以下简称“往返横滨的列车”）。 除此以外，中央本线八王子站的往返列车只在早上和晚上运行。 共有27趟定期往返列车。
大部分往返横滨的列车在东京站与往返新宿的列车分流和合并连挂，在东京站和成田机场站之间，这两列车连挂合并运行，相反从成田机场开过来的列车也大多在东京站解挂分离。 不过，由于往返新宿的列车数量较多，约有一半的列车不会连挂合并。 东京站和成田机场站之间的行车时间约为一小时。
白天，新宿站、东京站和成田机场之间的列车大约每30分钟一班，大船站和东京站之间的列车大约每1小时一班。 在上午，间隔时间会缩短，而在夜间，这两种列车的运行间隔一般为每小时一班。 至于往返八王子站的列车，早上有下行列车（前往成田机场），晚上由上行列车（前往八王子），共往返两趟。
由于这是一列经由东京站往返于东京市中心与成田国际机场之间的机场直达列车，因此除了每小时有一班列车在途中的千叶站停车外，在东京站与機場第2候機樓站之间均不停车。 不过，早班车和晚班车也会在千叶站、四街道站、佐仓站（个别例外）和成田站停车。
由于新型冠状病毒感染（COVID-19）爆发后乘客减少，从2020年5月1日起，白天运行的列车暂时停运，但从2022年3月12日起，部分列车恢复运行，从2022年10月 1日起，所有列车恢复运行。

### 停車站
成田機場站 - 東京站間
（經機場支線、成田線、總武本線與總武快速線）
成田機場站 - 機場第2大樓站 - （成田站） - （佐倉站） - （四街道站） - （千葉站）- 東京站
東京站 - 新宿站間
（經橫須賀線、山手貨物線（埼京線）
東京站 - （品川站） - 澀谷站 - 新宿站
東京站 - 大船站間
（經橫須賀線）
東京站 - 品川站 - 武藏小杉站 - 橫濱站 - 戶塚站 - 大船站
- 站名標示（ ）者為部分班次停靠站。
  - 对于品川站，在东京站解挂分开或连挂合并的列车（15个往返车次）中，往返横滨的列车会在本站停车，往返新宿的列车会直接通过。不进行解挂连挂分流合流的列车会全部在本站停车[* 5]。 因此，品川站与成田机场站之间，所有27个往返班次都会停靠。 需要注意的是，一些往返横滨的列车可能会经过品川站而不停车。
  - 对于千叶站，停靠的车次有：1号、2号、3号、4号、5号、6号、7号、9号、10号、11号、14号、15号、18号、19号、22号、23号、26号、27号、30号、31号、34号、35号、38号、39号、39号、42号、43号、46号、47号、49号、51号、53号[* 6]。
  - 成田站及四街道站為傍晚往機場方向的班次（47、49、51号、53号），以及早晨往東京方向的班次（2、4、6号）停靠。
  - 佐倉站為傍晚往機場方向的班次（51、53号），以及早晨往東京方向的班次（2、6号）停靠。
  - 26号和30号这两个班次会在横滨站前转入东海道线行驶，在横滨站6站台停靠，然后在戶塚站转入横须贺线行驶。
- 除此之外，為了方便新年時間前往成田山新勝寺參拜的民眾，每年1月1日 - 3日會有部分班次增停成田站。2012年的成人之日3天連假曾加開過臨時列車。

## 使用車輛

### 使用車輛·編成
所有车辆均由镰仓车辆中心配属的E259系列特急列车运行。 该列车开通初期使用的是253系列车，但从2009年10月1日起开始使用该系列列车的后续型号，并从2010年6月30日起停止使用253系列列车。此後253系車輛全部淘汰，从7月1日开始正式全線導入新版的E259系車輛。
普通列车的27个往返班次中，有16个班次在东京站分流解挂合并连挂。 东京站和成田机场站之间的列车最初采用六节车厢编组，车厢编号从第4节车厢开始，而不是第1节车厢。 当横滨方向的列车与新宿方向的列车合并运行时，往返横滨的列车编组将永远处在整个列车编组的前半部分，换句话说，开往成田机场的班次，1-6号车厢是从新宿出发的，7-12号车厢是从横滨出发的前往成田机场；相反，从机场出发的班次，1-6车开往横滨，7-12号车厢开往新宿。2019年3月的时刻表修订中，只从新宿出发和到达新宿的17、18、21和22次列车将使用6节车厢。 但从2020年3月时刻表调整以后，所有列车都将使用12节车厢。 往返横滨和往返新宿方向的列车将在东京站以东以合并后的12节车厢运行，而各自独立运行的列车将在所有区段使用12节车厢。
所有列车均为指定席座位制。

### 現役列車
- E259系（2009年10月1日至今）
  - 所有列車由鎌倉綜合車輛中心管理

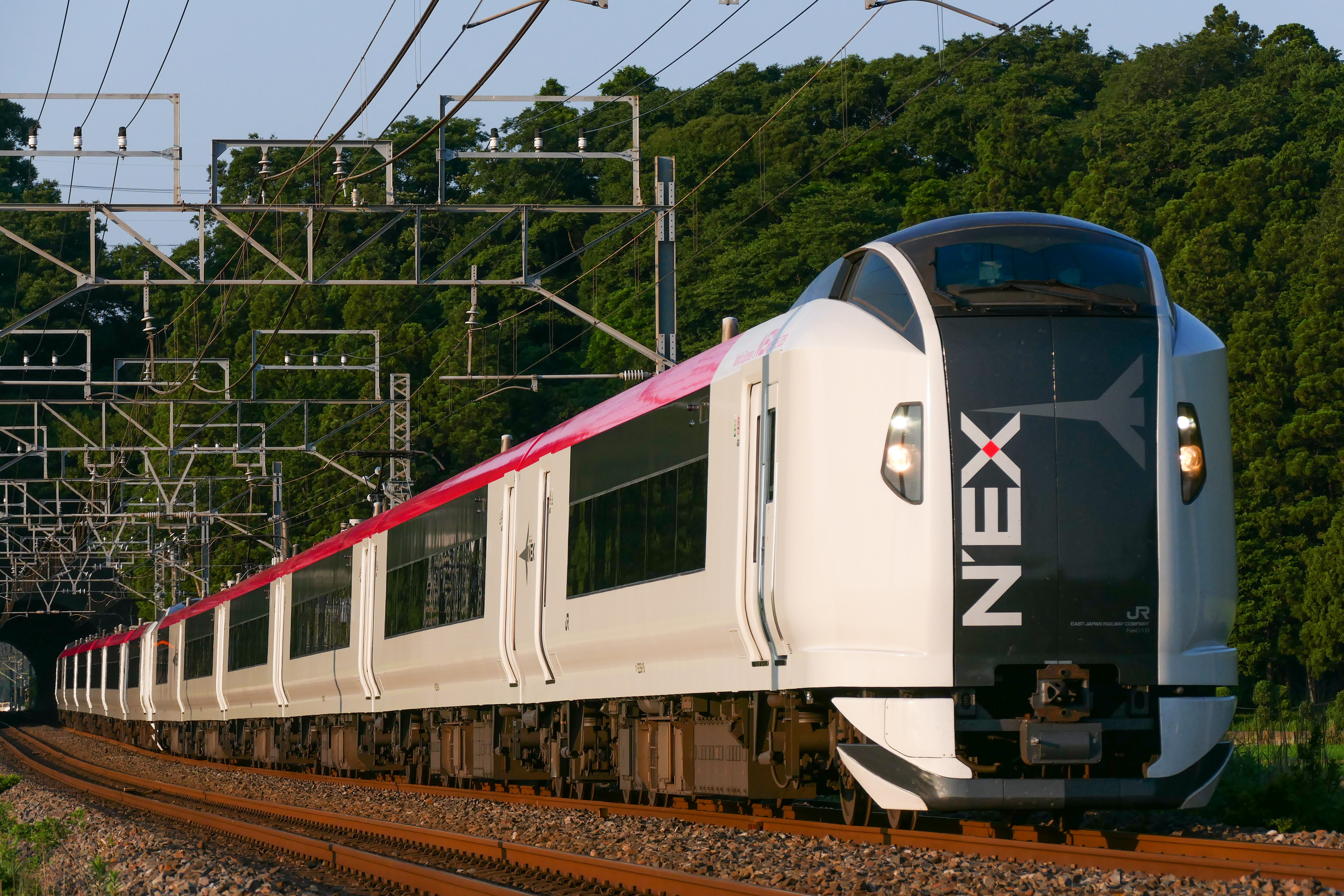
由E259系担当的成田特快列车

  - 2010年7月1日起全部以E259系提供服務

### 曾使用列車
- 253系（1991年3月19日至2010年6月30日）
  - 3节编组车已报废
  - 剩余的第二批、第三批（部分已报废）已在6月30日退出运营，并转让给长野电铁

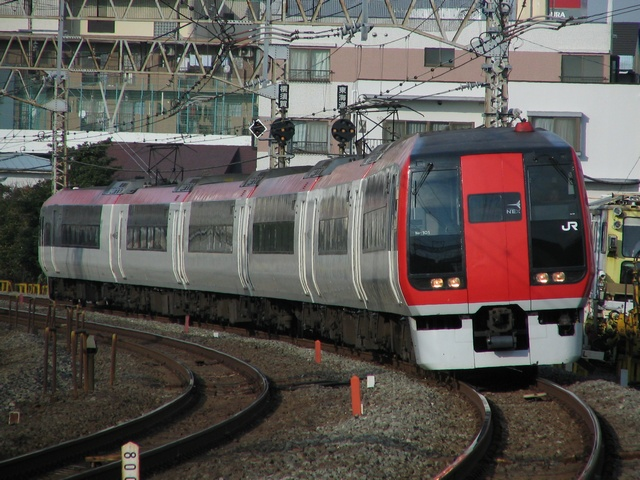
253系（2006年12月19日 戶塚站 - 大船站）
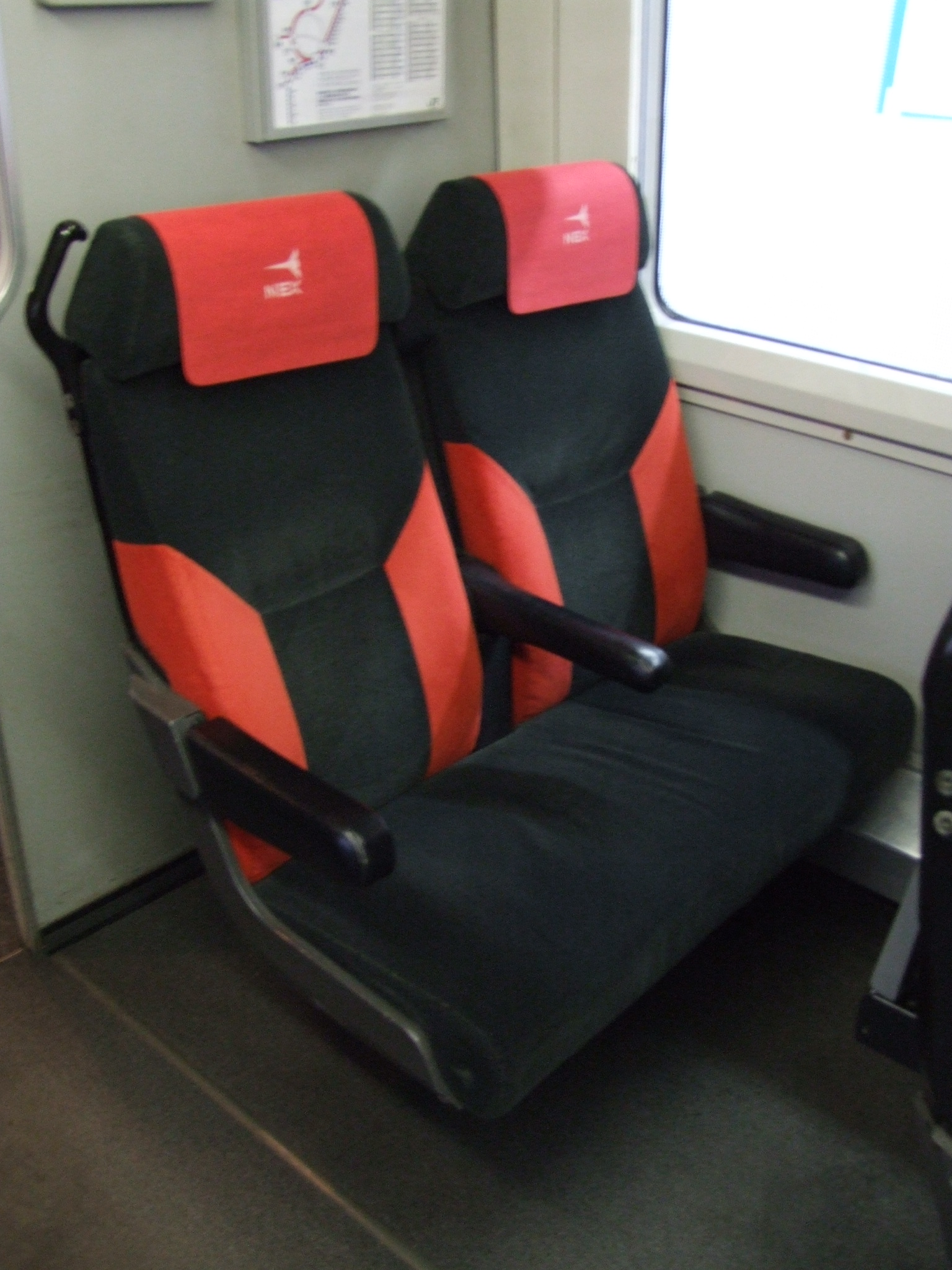
普通車的座椅（253系）
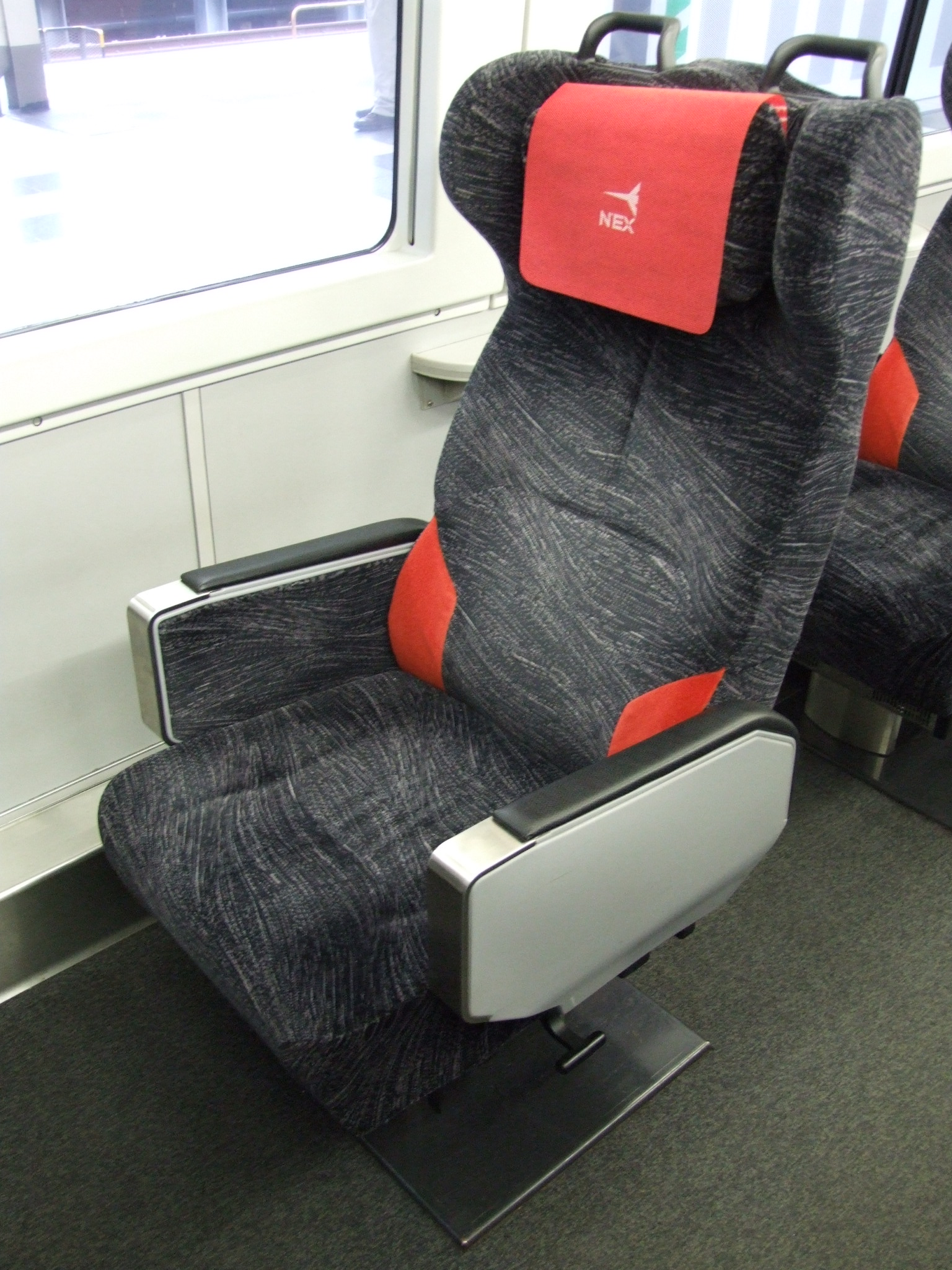
綠色車廂的座椅（253系）
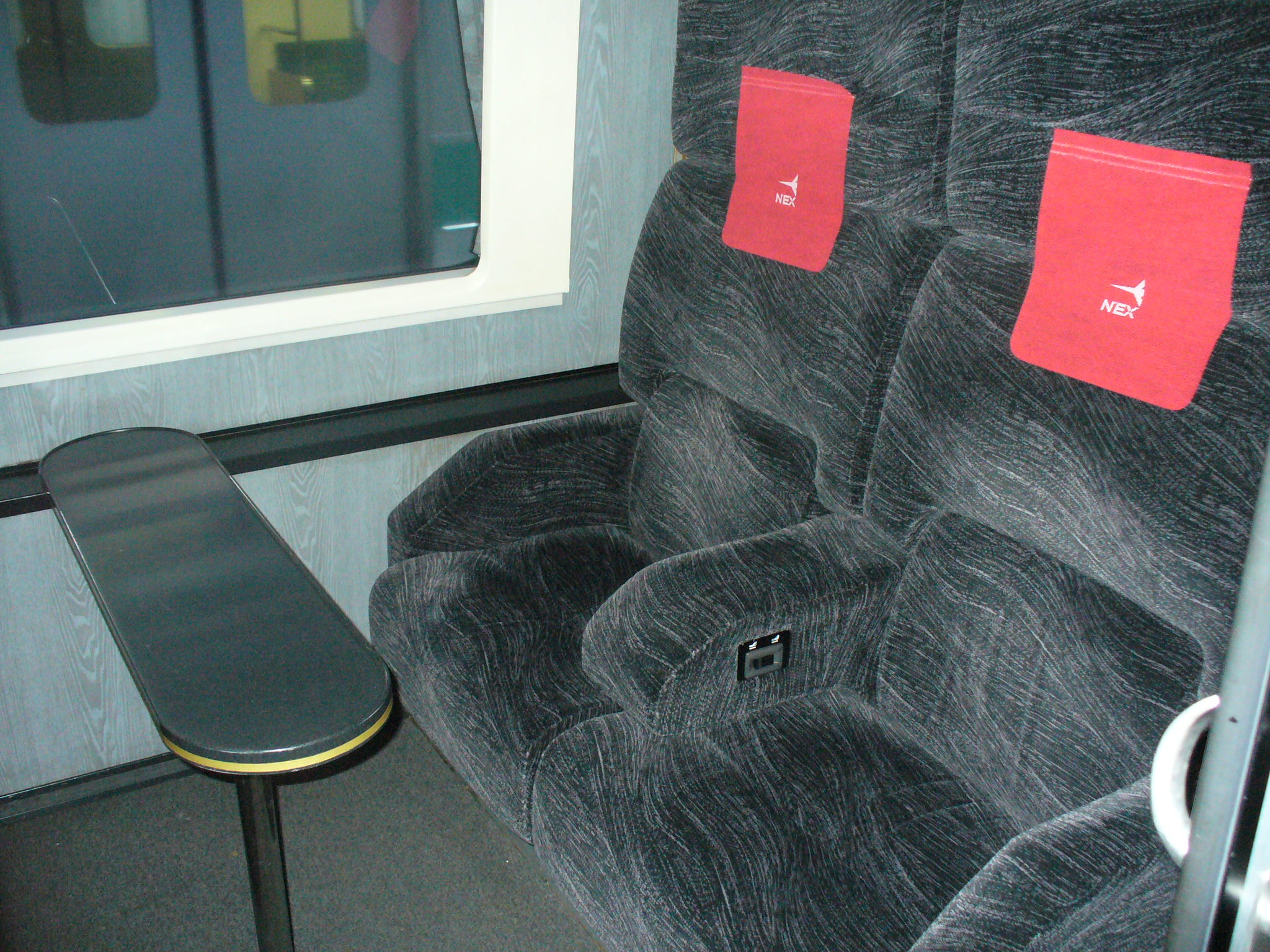
綠色車廂個室座椅（253系）
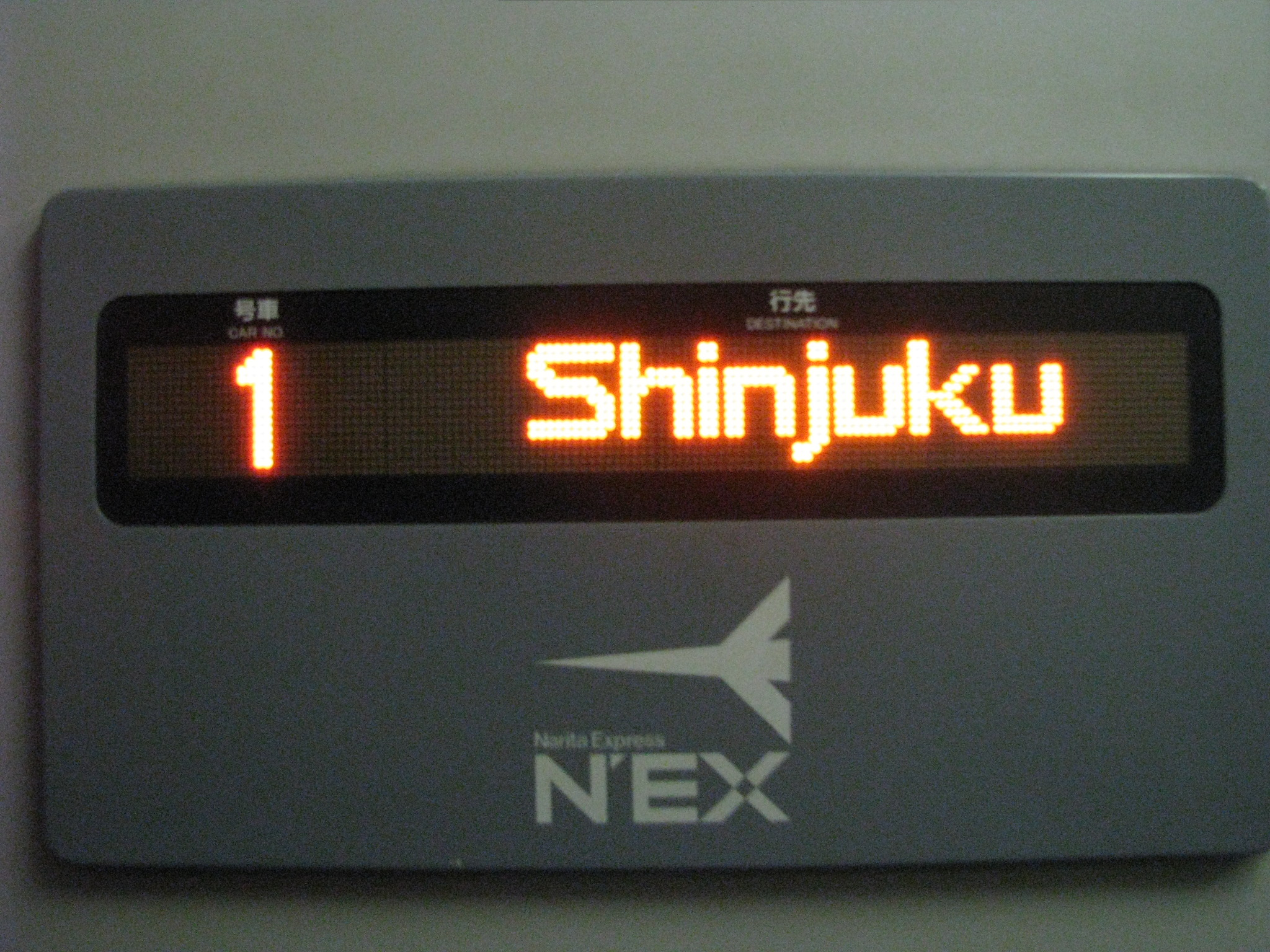
車外LED顯示螢幕（253系）

## 票价

### 特急费用
与该列车运行于同一区间运行的其他特快列车，它们的特急费用为低廉的 "B特急费用"，而成田特快与开往伊豆方向的 "蓝宝石舞女（Saphir Odoriko）"一样，长期以来都采用较高票价的"A特急费用"标准，
但是，自 2024 年 3 月 16 日起，在不包括成田机场站和機場第2大樓站的区间的乘车特急费用，将下调至与在千叶县内运行的特急“潮骚”号、常磐线特急列车常陆号、常磐号列车和中央本线特急列车 "梓"・"甲斐路"等的相同费用水平，价格因此有所下调。此外，所有区间的价格全年不会变化。
长期以来，绿车的票价只设定了 200 公里以内的区间的票价，只要乘坐区间长度是200公里以内，一律采用 2,800 日元的统一费用，因此在成田机场站与机场第二候机楼站至东京都区内等 100 公里以内的区间，绿车费用高于 JR 东日本的其他列车。 不过，从 2024 年 3 月 16 日起，绿车费用将改为与其他列车相同的票价结构，价格也将降低。
长期以来，除个别情况外，原则上不允许定期票和特急券组合使用，因为这些列车是以国际旅客为主的机场接驳列车，所有车厢都是指定座位车厢。但是，从 2021 年 10 月 1 日起，允许将普通车的通勤定期票和特急列车指定席券合并使用。
此外，由于所有座位都是指定座位，因此在列车满员时，会发售站票特急票乘车，但自2015年3月14日起，销售方式发生了变化。 停止发售站票特急券，除发售指定座位特急券外，还新发售未指定座位的特急券，这种特急券只指定乘车日期和区间，不指定列车和座位。
自 2017 年 3 月 4 日起，富士急行线内的区间也开始实行特急费用制度。 特急费用适用于富士急行线上现有的特急列车（"富士山特急 "和 "富士景观特急"），在跨越到 JR 线路时与 JR的特急费用合并计算。 与富士急行线的特急列车一样，河口湖线区间（富士山站至河口湖站）也无需特快列车票价。
截至 2005 年 12 月 9 日，有一种名为 "N'EX Green Private Room Fare Ticket "的特别车票可用于绿车座位，在乘车前七天可享受绿车券和特急列车券的折扣。 在成田机场站、机场2号航站楼站与东京都区内、吉祥寺站、三鹰站之间，以及成田机场站、机场2号航站楼站与大船站、大宫站、高尾站之间的所有列车均可使用。 请注意，自 12 月 10 日起，绿车票价不分区间调整如下。
四人包厢座位：每车厢 6,000 日元

开放式座位：2,000 日元

## 成田線・鹿島線優等列車沿革
- 1933年（昭和8年） - 1935年（昭和10年）5月、6月 的星期日開辦新列車「水郷めぐり号」（水鄉之旅號）由兩國站 - 佐原站往復。
- 1954年（昭和29年） 開辦「銀麟號」，每逢3 - 4月星期日及休息日行駛上野站 - 水郷站（途經常磐線我孫子站）和兩國站 - 水郷站間。
- 1955年（昭和30年）
  - 1月1日 開辦臨時快速「成田號」新宿駅 - 成田駅每天7往復運行，使用Kiha10系運行。
  - 4月17日 開辦臨時快速「房総の休日号」（房總休日號）行駛新宿站 - 成田站 - 佐原站 - 銚子電氣鐵道外川站間運行。
- 1961年（昭和36年）10月1日 準急「房総（犬吠）」（房總犬吠號）千葉站連結取消。總武本線方向列車分離、新宿站/兩國站 - 銚子站（途徑總武本線成東站）間連結準急「總武號」運行。在佐原站出發和到達的兩列臨時準急列車將在佐倉站拆分並合併為「總武號」開始運行。
- 1962年（昭和37年）
  - 4月16日 佐原站發車的臨時準急列車改為定期列車。
  - 10月1日 「總武」列車更改名稱，佐倉站以東途徑總武本線的列車改名為「犬吠號」、途徑成田線的列車改名為「水鄉號」。小見川站發車和抵達的列車增發2往復。
- 1964年（昭和39年）10月1日 「水郷號」1往復由佐原站延長至小見川站。
- 1965年（昭和40年）10月1日 「水郷號」1往復延長至銚子站。
- 1966年（昭和41年）3月5日 「水郷號」昇格為急行列車。
- 1970年（昭和45年）10月1日 鹿島線香取站 - 鹿島神宮站開業、新增由鹿島神宮站發車的「水郷號」5往復（佐原站連結・分離）
- 1972年（昭和47年）7月15日 「水郷號」の鹿島神宮駅發車的4往復是急行列車、與「犬吠號」併結運轉的2往復改為單獨運行。
- 1975年（昭和50年）3月10日 成田線成田站 - 松岸站間電氣化完工時刻表改正，作出以下變更。
  1. 開辦每天4往復的L特急「あやめ」（Ayame），運行東京站 - 鹿島神宮站間。
  2. 開辦新宿站/兩國站 - 鹿島神宮站間的急行列車「鹿島」2往復（其中1往復是季節性列車），作為「あやめ」（Ayame）的替代列車。
  3. 急行「水郷號」改為使用電車的153系和165系，兩國站 - 銚子站間2往復運行。
- 1982年（昭和57年）11月15日 時刻表改正，作出以下變更。
  1. 急行「鹿島」的其中1往復改為特急L特急「あやめ」（Ayame）。
  2. 「あやめ」（Ayame）的5往復設定於新宿站/兩國站發車。
  3. 兩國站 - 佐原站 - 銚子站間的急行「水郷號」升格為特急「すいごう」（綾女）。使用183系6節車廂（沒有綠色車廂）運行。
  4. 停靠兩國站、錦糸町站、千葉站、成田站、滑河站、佐原站、小見川站、笹川站、下總豊里站、銚子站。
- 1985年（昭和60年）3月14日 時刻表改正，作出以下變更。
  1. 「すいごう」（綾女）一列上行列車改為東京方向。
  2. 佐原站 - 銚子站間改為普通列車。
  3. 「あやめ」（Ayame）佐原駅 - 鹿島神宮駅間改為普通列車、不再連結綠色車廂、普通車縮短至6節車廂。
- 1986年（昭和61年）11月1日：「すいごう」（綾女）一列下行列車改為東京方向。
- 1988年（昭和63年）3月13日：「すいごう」（綾女）和「あやめ」（Ayame）兩國站發車的列車全部廢止。「すいごう」（綾女）的全部列車東京站作為起點和終點。自此，兩國站發車的總武本線列車全部廢止。
- 1991年（平成3年）3月19日：特急「成田特快」運行開始。東京駅 - 佐原駅間最快所需80分鐘。

## 参看
- Skyliner
- 機場聯絡軌道系統

## 外部連結
- JR東日本 - 成田特快官方網站 （页面存档备份，存于）（日語）（英文）（简体中文）（繁體中文）